# Провулок Марка Черемшини
Прову́лок Марка́ Черемши́ни — зниклий провулок, що існував у Дніпровському районі міста Києва, місцевість Воскресенська слобідка. Пролягав від вулиці Марка Черемшини.

## Історія
Провулок виник у середині XX століття під назвою Нова вулиця. Назву провулок Марка Черемшини отримав 1955 року, на честь українського письменника і громадського діяча Марка Черемшини. 
Ліквідований 1978 року, можливо був приєднаний до вулиці Марка Черемшини.